# Blaise François Pagan
Blaise François Pagan, comte de Merveilles, seigneur de l'Isle, conseiller du roi en ses Conseils, gouverneur pour sa Sainteté du château et baronnie de Pont de Sorgues. Il est né à une date inconnue en 1603 à Saint-Pierre-de-Vassols, Vaucluse. Il est décédé à Paris le 18 novembre 1665. C'est un ingénieur militaire français et maréchal de camp, un théoricien de la fortification et un scientifique.
Il est le descendant d'une noble famille napolitaine, installée en France en 1552, il sert dans les armées de Louis XIII et Louis XIV. Il est mort sans être marié et sans enfant.

## Biographie

### Carrière militaire
Son père, Claude de Pagan, le destinait à la carrière des armes et le fit entrer dans le service à l'âge de douze ans, en 1616. En 1620, il se trouvait au siège de Caen et au combat des Ponts-de-Cé, à la réduction de Navarrenx et du Béarn par Louis XIII.
En 1621, il est aux sièges de Saint-Jean-d'Angély, de Clérac et de Montauban où ayant reçu un coup de mousquet il perdit un œil.
Cette infirmité ne l'arrêta pas. En 1622, il se trouve au combat des Sables-d'Olonne, aux sièges de Royan, Sainte-Foy-la-Grande, Saint-Antonin, Lunel, Sommières et Montpellier et à la prise de Nègrepelisse.
En 1627-1628, il est au siège de La Rochelle, puis l'année suivante au passage des Alpes et aux barricades de Suze où il fait preuve de courage à la tête des «enfants perdus, des Gardes et de la plus brave jeunesse du royaume» en prenant un chemin dangereux grâce à sa connaissance des cartes du pays emportant la victoire au Pas-de-Suze. Cette action lui a valu l'estime du roi.
Dans la même année, il est au siège de Privas, d'Alet qui aboutit à la paix d'Alès. Il a participé à l'attaque des faubourgs de Chambéry et au siège de Montmélian.
Pendant la guerre de Trente Ans, en 1633, il fait le tracé des lignes et forts de circonvallation avec le roi au siège de Nancy.
En 1636, il est choisi pour commander et fortifier le long de l'Oise. Il participe à la défense de Saint-Quentin. Il est ensuite au siège de Corbie puis se rend à Amiens.
Il est au siège de Landrecies en 1637, de Maubeuge, de Clermont, de La Capelle et à la prise de Solre-le-Château où il se montra particulièrement courageux.
Il est au siège de Saint-Omer en 1638, puis à ceux de Renty et du Catelet. L'année suivante, il participe au secours de Mouzon, au siège d'Ivoy et au combat de Saint-Venant.
En 1640, il participe au siège d'Arras et aux combats des Lignes. L'année suivante, il participe aux sièges de La Bassée et de Bapaume et à l'attaque des faubourgs de Lille.
Le 1er juin 1641, la France reconnaît Jean IV, roi du Portugal, au début de la guerre de Restauration du Portugal. En 1642, le roi le choisit pour servir comme maréchal de camp sous les ordres du roi du Portugal mais il perdit complètement la vue dans un accident à Paris ce qui l'empêcha de servir davantage. Devenu aveugle, ce fut la fin de la carrière militaire du comte de Pagan.

### Ingénieur et scientifique
Ingénieur militaire, il s’adonna à l’étude des mathématiques pour lesquelles il avait une passion. Il a écrit des traités sur la géométrie, l’astronomie et les fortifications. Sa maison était le rendez-vous de nombreux savants. Pagan a notamment publié en 1645 un ouvrage intitulé Les Fortifications du comte de Pagan dans lequel il développe des théories qui ont largement inspiré de nombreux architectes militaires. On peut ainsi considérer qu’il fut le maître et l’inspirateur de Manesson Mallet et de l’illustre Vauban. Au demeurant, son œuvre ne fut presque que théorique.

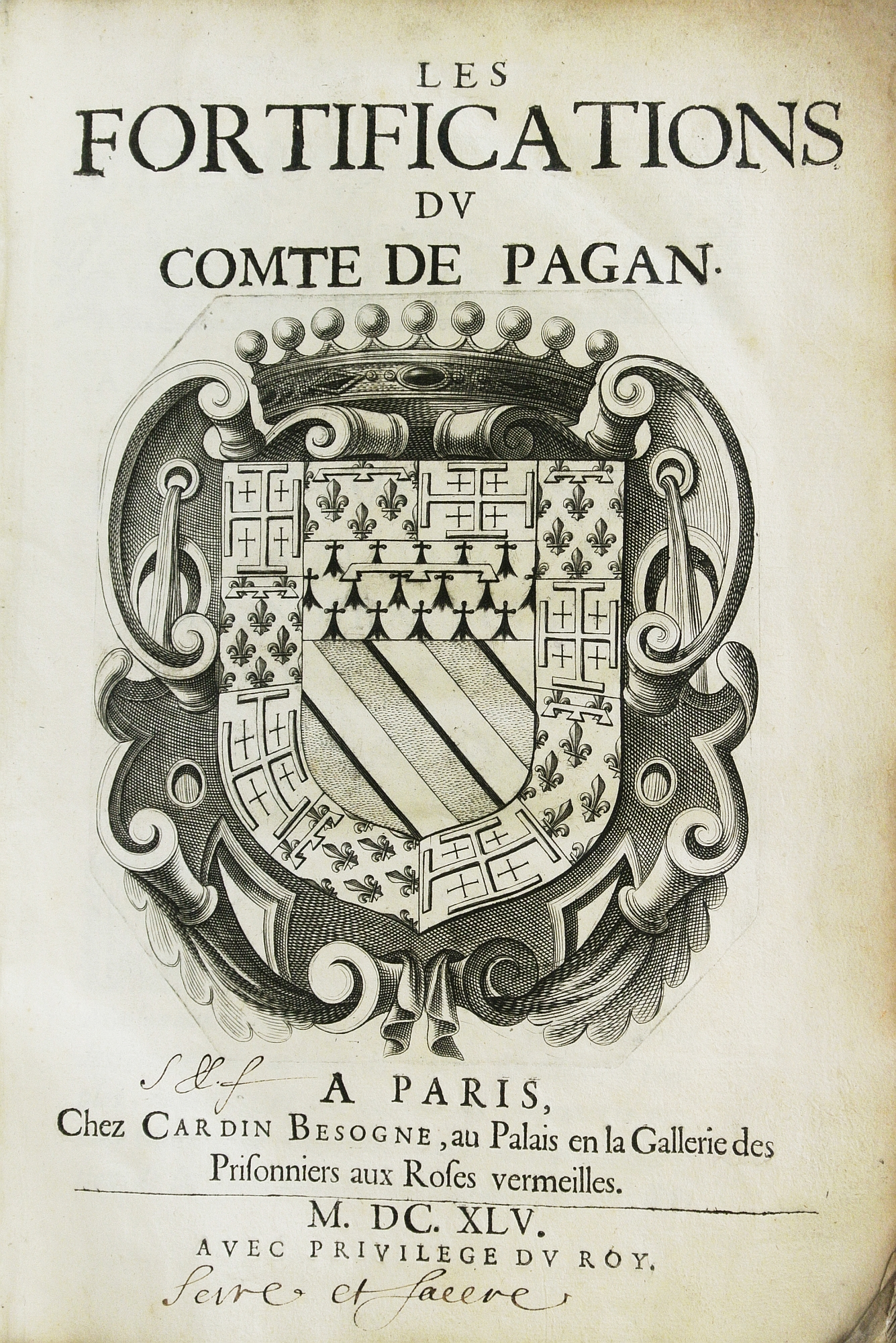
Pagan, Blaise Francois: Les fortifications du comte de Pagan. Paris: Besogne, 1645. bibliothèque municipale de Mayence. Signatur: III g 2° / 360

Devant la révolution du siège apportée par l’artillerie à poudre et le boulet, le comte de Pagan présente un système dans lequel le plan du fort se complique, les défenses se doublent et des ouvrages nettement détachés du corps de la place font leur apparition. Il renforce les dehors avec des douves, des ravelins, des demi-lunes et des contregardes.
Dans son livre «La Fortification démontrée et réduite en art», Jean Errard énonce un principe : «proportionner l'ouvrage à faire, au temps et aux moyens présents, et par ainsi éviter les dépences excessives qui se font le plus souvent mal à propos faute d'entendre cette belle science de la géométrie» (p. 12).
Ce principe est repris dans son traité de fortification, mais Pagan a critiqué le choix systématique de l'angle droit dans les bastions en regrettant que «le plus grand nombre des modernes, plus fondés sur la géométrie que sur l'expérience, établissent pour un principe certain, que les angles flancquez ne soient jamais plus grands que 90 degrez, comme si l'angle droit avoit quelque vertu particulière en cette pratique, &veulent que les angles flancquants en dépendent & qu'ils varient selon la disposition & le nombre des poligones» (préface p. 2). Il continue sa critique : «Si la science des fortifications était purement géométrique, ses règles en seroient parfaitement demonstrées : mais comme elle a pour objet la matière & pour principal fondement l'expérience, ses plus essentielles maximes de dependent que de la conjecture» (p. 5).
Pagan ajoute une notion fondamentale à l’œuvre d’Errard de Bar-le-Duc : l'échelonnement en profondeur. L'idée est de multiplier les ouvrages, dont la perte ne menace pas la place elle-même, pour ralentir l'adversaire dans sa progression vers la prise totale de la forteresse. Par exemple, le bastion comporte un réduit qui, si l'assaillant parvient à s'en emparer, devrait ensuite être pris tout en étant sous le feu.
Dans les premières années de bâtisseur de fortifications, Vauban a beaucoup "paganisé" en appliquant les trois principes exprimés par le comte de Pagan, :
- adapter au terrain le front bastionné ;
- échelonner la défense en profondeur ;
- disposer de l'artillerie à l'intérieur des places.

De ces principes, sachant qu'aucune place n'est imprenable, Vauban fait une estimation du temps et des moyens qui seraient nécessaires à un attaquant pour prendre une place. C'était déjà une approche exprimée par Jean L'Hoste dans «Le sommaire de la manière de fortifier les places tant regulières qu'irregulières, receüe et practiquée tant ès Païs-Bas que parmy les guerres et les armées de nostre temps, reduite en art et en practique conforme aux maximes fondées sur longues et diverses experiences», en 1629. Vauban a fait une première étude de la capacité défensive d'une place en 1681 dans un mémoire sur Casal.
Le comte de Pagan fut invité à Malte en 1645 pour conseiller l’ordre de Saint-Jean de Jérusalem lors de la construction des fortifications de Floriana. François Blondel, le jeune ingénieur qui l’accompagnait, fut persuadé par le Conseil de l’Ordre de rester à Malte afin de diriger les travaux ainsi que la construction d’une nouvelle ville fortifiée à Marsalforn de Gozo alors que deux architectes italiens avaient déjà présentés plans, rapports et maquettes. Bien que ce dernier projet fût abandonné, les réalisations de Blondel à cette période ont été plus que satisfaisantes, et elles ont fait l’objet d’un décret de l’Ordre publié en 1659.
Il est peu probable qu'il ait voyagé en Amérique du Sud et remonté une partie de l'Amazone pour écrire un récit de voyage : Relation historique et géographique de la grande rivière des Amazones dans l'Amérique (1655). Cette relation est plus probablement tirée de récits espagnols ou portugais de voyages sur l'Amazone. Il conseillait à Mazarin, dans sa dédicace de faire en sorte que la France contrôle et colonise la région. Dans ses mémoires Nicolas Fouquet note qu'il a eu des discussions en 1655 avec Mazarin au sujet des affaires coloniales. Il se peut que ces relations aient été rédigées au moment où se posait des questions sur l'avenir de la compagnie de la France équinoxiale.

## Publications
- 1645 : Première édition du Traité des fortifications, Les fortifications du comte de Pagan, nouvelle édition, 1689 Texte Gallica
- 1651 : Première édition des Théorèmes géométriques
- 1654 : Seconde édition, augmentée, des Théorèmes géométriques,
- 1655 : Relation historique et géographique de la grande rivière des Amazones dans l'Amérique, extraite de divers auteurs, dédiée à Mazarin, traduction de récits espagnols et portugais sur l'Amazone
- 1656 : Théorème sur les racines carrées et cubiques (publié dans ses œuvres posthumes, en 1669),
- 1657 : Théorie es planètes, où il décrit le mouvement des planètes sur des ellipses,
- 1658 : Tables astronomiques,
- 1659 : Astrologie naturelle,
- 1663 : Homme héroïque, ou le prince parfait sous le nom de roi Louis-Auguste, dédicacé à Louis XIV

### Article annexe
- Liste d'ingénieurs militaires
- Fortification